# Еніпей
Еніпе́й (грец. Ενιπεύς) — річковий бог у Фессалії та Еліді, улюбленець фессалійської царівни Тіро.